# Musica corale
Per musica corale si intende l'insieme delle discipline artistiche (composizione, esecuzione, direzione) che riguardano lo "strumento musicale" che si chiama coro.

## Origini storiche
I primi esempi di esecuzioni corali si fanno risalire agli antichi greci che utilizzavano il coro durante le tragedie che si svolgevano in teatro, ma la pratica corale fu comune a molte civiltà dell'antichità in particolar modo come mezzo di preghiera aggregativo.
La musica corale, come la intendiamo noi oggi, ha origine nel canto cristiano dei primi secoli, si legge nelle sacre scritture come il canto fosse una pratica comune anche per la civiltà ebraica e come lo stesso Gesù Cristo fosse, insieme ai suoi discepoli, un cantore:
E dopo aver cantato l'inno, uscirono verso il monte degli Ulivi (Marco 14, 22-26).
Inizialmente il canto cristiano fu monodico e la trasmissione delle linee melodiche fu orale, solamente più tardi si codificarono i suoni con la nascita della scrittura musicale chironomica e successivamente dei neumi con l'avvento del canto gregoriano.
Con il passare del tempo si iniziò a cantare a più voci, nacque quindi la polifonia e poco dopo la scrittura musicale passò dal neuma alla notazione mensurale (note che oltre all'altezza del suono ne indicavano anche la durata).
La musica corale si può suddividere in base al repertorio eseguito dai cori (es. monodica, polifonica sacra, polifonica profana, popolare, gospel o spiritual, ecc..) o in base all'organico dei cori stessi (maschile, femminile, misto, voci bianche).
La musica corale è materia di studio presso i conservatori di musica; l'iter accademico dello studio delle discipline corali si conclude con il conseguimento dei titoli accademici di primo e di secondo livello in Musica corale (o Composizione corale) e Direzione di coro.